# Big FU
«Big FU» — песня французского диджея Давида Гетта, нигерийской певицы Эйры Старр и американского рэпера Lil Durk. Она достигла 23-го места в чарте Billboard U.S. Afrobeats Songs и 18-го места в чартах New Zealand Top 40.

## Предыстория и релиз
Песня была написана под влиянием хауса, фанка и афробитса и вышла 27 октября 2023 года. Продюсерами выступили Давид Гетта и Джонни Голдштейн. Выражение «Big FU» представляет собой средний палец. Музыкальное видео вышло 29 ноября 2023 года.